# Kanton Saint-Étienne-de-Tinée
Kanton Saint-Étienne-de-Tinée (fr. Canton de Saint-Étienne-de-Tinée) je francouzský kanton v departementu Alpes-Maritimes v regionu Provence-Alpes-Côte d'Azur. Tvoří ho tři obce.

## Obce kantonu
- Isola
- Saint-Dalmas-le-Selvage
- Saint-Étienne-de-Tinée